# Heinrich Carl Haussknecht
Heinrich Carl Haussknecht (Bennungen, Sachsen-Anhalt, 30 de novembro de 1838 — Weimar, 7 de julho de 1903) foi um farmacêutico, botânico, explorador e recolector alemão. Fundou o Herbarium Haussknecht (JE), um dos maiores e mais afamados herbários da Europa, hoje conservado na Friedrich-Schiller-Universität Jena (Universidade Friedrich Schiller de Iena), Jena. Foi um especialista em sistemática das onagráceas tendo publicado uma revisão geral do género Epilobium. Especializou-se na flora da Europa Central e do Médio Oriente, regiões que explorou e onde colectou espécimes.

## Biografia
Heinrich Haussknecht estudou Farmácia, mas trabalhou como tutor privado em Weimar. Explorador e especialista em flora e sistemática de plantas, foi autor de uma monografia do género Epilobium. Colector de espécimes de plantas, explorou especialmente as regiões de Turíngia e Baixa Saxónia, de onde procedem a maioria dos exemplares centro-europeus do seu herbário.
Um explorador e viajante infatigável, entre os anos de 1864 a 1866 e de 1866 a 1869 viajou pelo Oriente Médio (Turquia, Síria, Iraque e Irão), onde colectou numerosos espécimes que aumentaram seu herbário. Em 1885 viajou pela Grécia.
Heinrich Haussknecht reuniu um volumoso herbário que foi fundado em Weimar a 18 de Outubro de 1896. Após a sua morte, o seu herbário foi mantido como uma fundação em Weimar, tendo como curador Joseph Friedrich Nicolaus Bornmüller.
O Herbarium Haussknecht, conhecido por JE no código de herbários aprovado pelo Taxonomic Databases Working Group (TDWG) da International Union of Biological Sciences, foi transferido para a Universidade de Jena em 1949.
Heinrich Haussknecht dedicou especial atenção ao género Epilobium, da família Onagraceae, tendo editado em 1884 uma monografia daquele género. Descreveu, isolada ou conjuntamente, numerosas espécies, entre elas:
- Epilobium adenocaulon Hausskn.
- Epilobium amurense Hausskn.
- Epilobium cephalostigma Hausskn.
- Epilobium drummondii Hausskn.
- Epilobium halleanum Hausskn.
- Epilobium hornemannii Reichenb. var. lactiflorum (Hausskn.)
- Epilobium saximontanum Hausskn.
- Inula verbascifolia (Willd.) Hausskn.
- Fumaria indica (Hausskn.) Pugsley
- Astracantha adscendens (Boiss. & Hausskn.) Podl.
- Onosma bracteonum Hausskn. & Bornm. (fam. Boraginaceae)
- Onosma stenolobum Hausskn. Ex. H.Riedl.
- Thlaspi pindicum Hausskn.
- Dactylorhiza x aschersoniana (Hausskn.) Borsos & Soó (1960).

Aparece em algumas descrições de plantas em associação com outros botânicos, nomeadamente:
- Boiss. & Hausskn.
- Bornmüller & Haussknecht
- Haussknecht & Bornmüller
- Heldreich & Haussknecht

## Obras
- Monographie der Gattung Epilobium Hauss., Gustav Fischer Verlag, Jena, 1884.
- Ein Beitrag zur Flora des Fichtelgebirges, Mitth. Thür. Bot. Ver., Heft XVI: 123–139 (N.F.), 1901.